# Игра без правил (фильм, 1965)
«Игра без правил» — советский шпионский фильм 1965 года, снятый на Свердловской киностудии режиссёром Ярополком Лапшиным, по мотивам одноимённой пьесы Льва Шейнина. Занял 6-е место в кинопрокате 1965 года, фильм посмотрели 31,1 млн зрителей.

## Сюжет
Послевоенная Германия разделена на зоны ответственности. В американской зоне находятся многие советские граждане — попавшие в плен и перемещённые лица, среди них племянница известного советского конструктора ракетной техники. Американская разведка планирует операцию по её вербовке и внедрению в конструкторское бюро дяди. Советская контрразведка, заметив активность американцев вокруг конструктора, направляет из Москвы в Германию полковника особого отдела Ларцева. Вербовка и перевербовка, легендирование и внедрение, подмены, «игры в поддавки» c «двойными» и «тройными» агентами — обе стороны используют весь арсенал оперативных действий.

## В ролях
- Михаил Кузнецов — Григорий Ефимович Ларцев, полковник, чекист
- Виктор Добровольский — Максим Малинин, полковник контрразведки
- Татьяна Карпова — «фройляйн Эрна Бринкель», Татьяна Даниловна Зорина, майор внешней разведки
- Всеволод Якут — Джеймс Грейвуд, полковник американской контрразведки, он же «иранский ученый Али Хаджар»
- Виктор Хохряков — Маккензи, генерал американской контрразведки
- Виктор Щеглов — Георгий Павлович Ромин, подполковник контрразведки
- Аркадий Толбузин — Сергей Петрович Леонтьев, полковник контрразведки
- Ольга Амалина — Наташа Леонтьева, племянница советского конструктора Леонтьева
- Людмила Давыдова — Алевтина Кротова, американский агент «Моцарт», заброшена в Москву под именем Наташи Леонтьевой (в титрах — Л. Шляхтур)
- Валентина Владимирова — Марфа Кротова, из Орловщины, мать шпионки Алевтины, была надзирательницей в концлагере
- Алла Амонова — Ирма Бунт, бывшая надзирательница в концлагере
- Григорий Шпигель — господин Отто Штумпе, владелец заводов фруктовых вод
- Дзидра Ритенберга — Анна Вельмут, она же мадам Никотин, она же Гелли
- Олег Мокшанцев — Ганс, он же Фёдор
- Лев Елагин — Йоганн Вирт, он же Генрих Вунт
- Юрий Саранцев — майор Керн
- Игорь Белозеров — предприниматель
- Даце Арая — певица

В эпизодах: Георгий Кугушев, Леонид Шевцов, Василий Шур, Борис Романов и другие.

## О фильме
Фильм снят по одноимённой пьесе Льва Шейнина, написанной в 1961 году. Первую постановку пьесы в 1962 году осуществили московские театры — Театр им. М. Н. Ермоловой и ЦТСА.
Фильм — лидер советского кинопроката 1965 года, его посмотрели 31 млн зрителей — 6-е место среди отечественных лент в прокате, 13-е место среди всех прокатных фильмов.
Среди фильмов Свердловской киностудии, снятых за всю её историю, занимает 3-е место в кинопрокате.
Съёмки фильма проходили в Калининграде и частично в Таллине.

## Критика
Киновед Александр Фёдоров утверждал: «Несмотря на зрительский успех, советская кинокритика отнеслась к шпионской ленте „Игра без правил“ как рядовой приключенческой кинопродукции, не обратив на неё особого внимания, но в XXI веке этот фильм стали рассматривать как характерный феномен кинематографической „холодной войны“ и „нацисплотейшн“».